# SHOUTcast
Shoutcastは、Azerionが提供しているインターネットラジオサービス。

## 沿革
1999年にNullsoftにより開発された。1999年6月1日、AOLがNullsoftを8600万ドルで買収。2014年1月17日、RadionomyがSHOUTcastとWinampをAOLから買収。2022年12月23日、AzerionがRadionomyからTargetspotとShoutcastを買収。

## Nullsoft時代
当初はNullsoftが開発していたストリーミング用サーバおよびクライアントソフトウェアだった。MP3やHE-AACフォーマットなどのデジタルオーディオコンテンツをメディアプレーヤーソフトウェア向けにブロードキャストでき、趣味または仕事としてインターネットラジオネットワークを構築できる。GPLライセンスの同様のシステムとしてIcecastなどがある。
SHOUTcastはクロスプラットフォーム対応で、フリーウェアである。

### 設計
SHOUTcastはクライアントサーバ型であり、各コンポーネントは音声データとメタデータ（曲名やラジオ局名など）を扱う通信プロトコルでやり取りする。下位層としてHTTPを使うが、マルチキャストは別である。
SHOUTcastのサーバとクライアントは、Palm OS、Microsoft Windows、FreeBSD、Linux、macOS、Solarisで動作する。クライアントは他にも、Windows Mobile、Series 60、iPhone、Android、UIQ、PlayStation Portable、ニンテンドーDS (DSOrganize)、Wiiでも利用可能である。
出力フォーマットは他の各種クライアントでもサポートしており、NullsoftのWinamp、ビデオ、VLCメディアプレーヤー、Amarok、XMMS、Zinf、Songbird、foobar2000、iTunes などをクライアントとして利用できる。SHOUTcastサーバは通常プレイリストファイルでリンクされている。プレイリストにはSHOUTcastサーバのURLが格納されている（拡張子は .pls や .m3u）。普通のウェブブラウザでそのURLにアクセスすると、SHOUTcastサーバのステータスページが表示される。
SHOUTcastのストリーミングプロトコルでは、メタデータのタグと応答が全て "ICY" で始まる。これは "I Can Yell"（私は叫べる）の略で、そのプロトコルの本来の名称である。ドメイン占拠者がNullsoftに先んじて icanyell.com/.net/.org といったドメインを取得したため、Nullsoftはプロトコル名を "I Can Yell" から SHOUTcast に変更した。名称は変えたが、ICYというプレフィックスはそのまま残っている。

### 用途
SHOUTcastの典型的な用途は、インターネットラジオの構築および聴取である。SHOUTcastを使えば安価にインターネットラジオ局を開設できるため、趣味でインターネットラジオ局を開設する場合も生業として開設する場合でも、無線を使った実際のラジオ局よりはるかに低コストで開設できる。
ラジオ局の中にはWeb上に進出する手段としてSHOUTcastを使っているところもある。

### SHOUTcastディレクトリとウェブサイト
SHOUTcastサーバはオプションでサーバ情報を公開する機能があり、そこには現在の聴取者数などの情報が含まれる。そのサーバ情報はNullsoftの運営するSHOUTcastのウェブサイトにある放送局のディレクトリに置かれる。したがって、そのサイトを訪れた人がディレクトリを見て局を選び、プレイリストをダウンロードし、SHOUTcast対応のメディアプレーヤーで聴取することができる。
2008年9月、Nullsoftは2000年ごろからほぼ変更されていなかったSHOUTcastサイトのデザインを変更した。このとき、このディレクトリとサービスを "SHOUTcast Radio" と名づけた。また、従来のレイアウトもオプションで表示できる。

### 利用状況
SHOUTcastは10年間で急速に広まっていった。2008年現在、SHOUTcastの自己申告の統計情報によれば、ピークの時間帯に60万ユーザーが聴取中となることも珍しくない。聴取者数は1日の間にも大きく変動し、最大と最小を比べると約3:1になっている。
また、運用中のサーバ数も年々増えているが、聴取者数ほどの伸びではない。2008年現在2万局以上のインターネットラジオ局でSHOUTcastを使っている。